# San Mateo Huitzilzingo
San Mateo Huitzilzingo (del Náhuatl: Lugar de colibríes) es una localidad mexicana tipo pueblo del Municipio de Chalco, uno de los 125 municipios del Estado de México, forma parte de la Zona metropolitana del Valle de México.
San Mateo Huitzilzingo se encuentra localizado aproximadamente a cinco kilómetros al suroeste de la ciudad de Chalco de Díaz Covarrubias, cabecera municipal, siendo sus coordenadas geográficas 19°13′33″N 98°55′31″O / 19.22583, -98.92528 y teniendo una altitud de 2 239 metros sobre el nivel del mar. De acuerdo al Censo de Población y Vivienda de 2010 realizado por el Instituto Nacional de Estadística y Geografía, tiene una población total de 15 389 personas, de las que 7 508 son hombres y 7 881 son mujeres; siendo por tanto la tercera localidad más poblada del municipio, tras la cabecera municipal y San Martín Cuautlalpan.
La principal vía de comunicación de la comunidad es una carretera estatal que la une hacia el noreste con Chalco y al sureste con las comunidades de Santa Catarina Ayotzingo y San Juan y San Pedro Tezompa en el mismo municipio de Chalco, y posteriormente con San Andrés Mixquic y San Pedro Tláhuac en el Distrito Federal.